# Napton on the Hill
Napton on the Hill är en ort och civil parish i Storbritannien.   Den ligger i grevskapet Warwickshire och riksdelen England, i den södra delen av landet, 120 km nordväst om huvudstaden London. Napton on the Hill ligger 139 meter över havet och antalet invånare är 976.
Terrängen runt Napton on the Hill är platt. Runt Napton on the Hill är det ganska tätbefolkat, med 124 invånare per kvadratkilometer. Närmaste större samhälle är Royal Leamington Spa, 15,7 km väster om Napton on the Hill. Trakten runt Napton on the Hill består till största delen av jordbruksmark.